# Barton Beds
Barton Beds (aujourd'hui le Barton Group) est le nom donné à un gisement d'argile grise et brune, avec des couches de sable, de l'Éocène supérieur (environ 40 millions d'années, Tertiaire), que l'on trouve dans le bassin du Hampshire, dans le Sud de l'Angleterre.

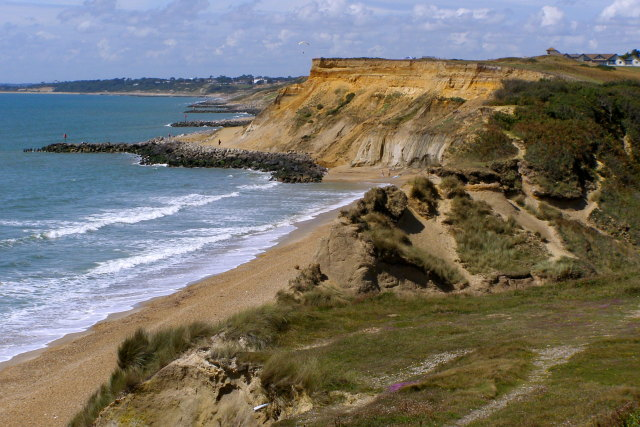
Falaises à Barton-on-Sea.

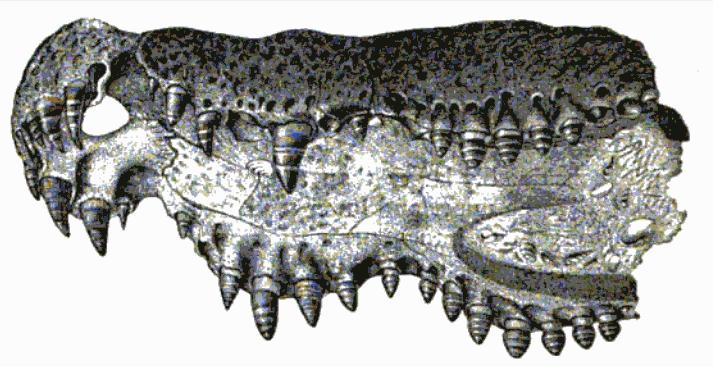
Crâne de Diplocynodon hantoniensis.

Les couches sont bien visibles dans les falaises de Barton on Sea, Barton, Hordle et sur l'île de Wight,. Les falaises de Barton sont devenues le gisement-type mondial. Les couches se composent d’argile grise, verdâtre et brune avec des bandes de sable et sont bien connues depuis longtemps pour l’abondance et l’excellente préservation de leurs fossiles.
Plus de 500 espèces ont été enregistrées dont plus de la moitié sont des mollusques, comprenant de nombreuses coquilles et lamellibranches. Les requins sont communs et les gisements ont donné des restes de coraux, poissons, mammifères, reptiles  et oiseaux. Les fossiles de plantes sont également abondants.
Dans les années 1840, des fossiles ont été trouvés dans le « crocodile bed », la couche du crocodile dans la falaise de Hordle. Ils appartenaient à une espèce éteinte d'alligator qui a ensuite été appelée Diplocynodon hantoniensis, d'après le comté de Hampshire (Hantonia étant une latinisation basée sur le nom anglo-saxon Hantescire). Au-dessus de l'argile très fossilifère de Barton, se trouve une série sableuse avec peu de fossiles : ce sont les collines Headon Hill ou Barton. 
Aujourd'hui, les Barton Beds sont assez difficilement accessibles dans de nombreuses sections en raison des travaux de protection du littoral.
Les « Barton Beds » sont d'âge Éocène supérieur, la zone était couverte par une mer intérieure et la température était plus élevée qu'aujourd'hui. Le terme "Bartonien" a été introduit par Karl Mayer-Eymar en 1857 pour les  équivalents d'Europe continentale correspondant à cette époque.